# Samuel Muller Fz.

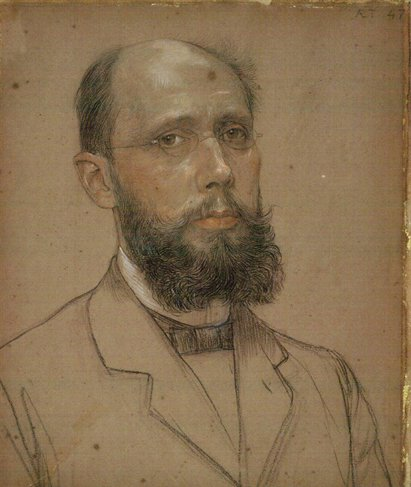
Krijtportret van Samuel Muller Fz. door Jan Veth in 1895

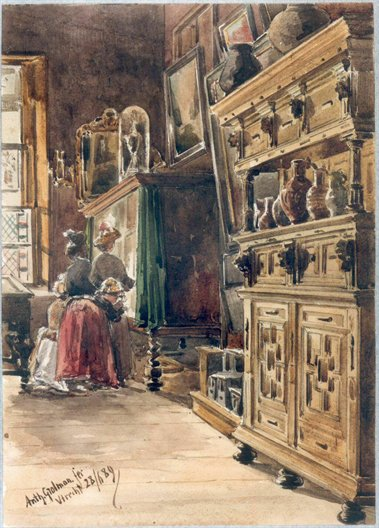
Het Utrechtse Stedelijk Museum van Oudheden in 1889 getekend door A. Grolman

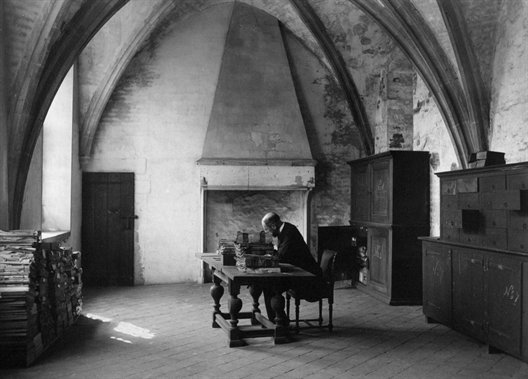
Muller in de archiefkamer van de Dom van Utrecht (1901)

Samuel Muller Fz. (Amsterdam, 22 januari 1848 – Utrecht, 5 december 1922) was een Nederlands archivaris, geschiedschrijver en museumdirecteur. Muller verrichtte organisatorisch en wetenschappelijk belangrijk werk voor het archiefwezen in Nederland.

## Familie
Muller werd geboren als zoon van de Amsterdamse antiquaar Frederik Muller en Gerarda Jacoba Yntema. Zijn grootvader Samuel Muller Hz. was hoogleraar aan het Doopsgezind Seminarium in Amsterdam. Zijn jongere broer Jacob Wijbrand zou aan de Rijksuniversiteit Utrecht hoogleraar Nederlandse taal- en letterkunde worden en diens zoon, Frederik Muller Jzn, hoogleraar Latijn aan de Universiteit van Amsterdam en die van Leiden. Samuel Muller Fz. was gehuwd met de sociaal werkster Marie Lulofs en woonde lange tijd met haar en hun drie kinderen op de Maliebaan in Utrecht.

## Opleiding en loopbaan
Rond 1863 verhuisde Muller naar Utrecht om daar het gymnasium af te ronden. Hij woonde er bij W.G. Brill in. Hierna studeerde hij rechten in Amsterdam en Leiden. Hij promoveerde in 1872 bij Robert Fruin op het proefschrift Mare Clausum. Bijdrage tot de geschiedenis der rivaliteit van Engeland en Nederland in de zeventiende eeuw. Naar aanleiding van een prijsvraag van het Provinciaal Utrechtsch Genootschap (PUG) werkte Muller bijna een jaar aan zijn wetenschappelijke werk Geschiedenis der Noordsche Compagnie. Gebruikmakend van de zeldzame kaarten, boeken en kennis van zijn vader ontsloot hij deze geschiedenis met zijn boek en ontving in 1873 de gouden ereprijs van het PUG.
Muller werd in 1874 gemeentearchivaris van het Utrechtse stadsarchief, wat hij tot 1918 zou blijven. Het Utrechtse Stedelijk Museum van Oudheden kwam in datzelfde jaar onder zijn beheer. In eerste instantie was dit museum gevestigd op de bovenste verdieping van het stadhuis van Utrecht, maar in 1891 kon Muller het museum openen in buitenplaats Het Hoogeland aan de Biltstraat. Hij maakte plannen voor een nieuw museum waarin onder meer de Utrechtse oudheidkundige collecties ruim onderdak zouden krijgen, en in 1921 werd naar zijn initiatief het Centraal Museum geopend.
Van 1879 tot 1920 was Muller tevens rijksarchivaris voor de provincie Utrecht. In 1885 werd hij benoemd tot lid van de Koninklijke Akademie van Wetenschappen. In 1909 trad hij toe tot het bestuur van Het Utrechtsch Museum van Kunstnijverheid. Diverse malen weigerde Muller het hoogleraarschap bij verschillende universiteiten; een eredoctoraat kreeg hij in 1913 van de Faculteit der Letteren en Wijsbegeerte van de Utrechtse universiteit. Voor de Vereeniging van Archivarissen was hij van 1893 tot 1920 (met een driejarige onderbreking vanaf 1910) voorzitter. Voor deze vereniging publiceerde hij met J.A. Feith en R. Fruin Th.Azn in 1898 het standaardwerk Handleiding voor het ordenen en beschrijven van archieven. Muller gaf hierin de volgende definitie voor het begrip archief:
Een archief is het geheel der geschrevene, geteekende en gedrukte bescheiden, ex officio ontvangen bij of opgemaakt door eenig bestuur of een zijner ambtenaren, voorzoover deze bescheiden bestemd waren om onder dat bestuur of dien ambtenaar te blijven berusten.
Deze definitie vond internationaal ingang en vormde het begin van de archiefwetenschap. Muller gaf tevens een belangrijke bijdrage aan de totstandkoming van de Archiefwet in 1918.